# Meishan (köpinghuvudort i Kina, Zhejiang Sheng, lat 31,10, long 119,73)
Meishan (kinesiska: 煤山镇) är en köpinghuvudort i Kina. Den ligger i provinsen Zhejiang, i den östra delen av landet, omkring 100 kilometer nordväst om provinshuvudstaden Hangzhou. Antalet invånare är 19 060. Befolkningen består av 9 389 kvinnor och 9 671 män. Barn under 15 år utgör 13,0 %, vuxna 15-64 år 75 %, och äldre över 65 år 11,0 %.
Runt Meishan är det tätbefolkat, med 286 invånare per kvadratkilometer. Närmaste större samhälle är Xinhang, 17,0 km väster om Meishan. Trakten runt Meishan består till största delen av jordbruksmark.
Genomsnittlig årsnederbörd är 1 542 millimeter. Den regnigaste månaden är juli, med i genomsnitt 268 mm nederbörd, och den torraste är december, med 50 mm nederbörd.